# Stefano Nardelli
Stefano Nardelli (né le 29 novembre 1993 à Trente) est un coureur cycliste italien.

## Biographie
Il met un terme à sa carrière à l'issue de la saison 2017 en raison de problèmes physiques.

## Palmarès
- 2009
  - 3e de la Coppa d'Oro
- 2011
  - 2e de Brescia-Monte Magno
- 2013
  - 3e de la Cronoscalata Gardone Val Trompia-Prati di Caregno
- 2014
  - 3e du Gran Premio Palio del Recioto
  - 3e de la Cronoscalata Gardone Val Trompia-Prati di Caregno
- 2015
  - Grand Prix de Poggiana
  - 2e du Trophée de la ville de San Vendemiano
  - 3e de la Cronoscalata Gardone Val Trompia-Prati di Caregno

## Classements mondiaux
| Année           | 2013 | 2014 |
| --------------- | ---- | ---- |
| UCI Europe Tour | 712e | 489e |